# .ls
.ls (Lesoto) é o código TLD (ccTLD) na Internet para o Lesoto.